# Posadas (Espagne)
Pour les articles homonymes, voir Posadas.
Posadas est une ville d’Espagne, dans la province de Cordoue, communauté autonome d’Andalousie.